# Brandon Williamson
Brandon Martin Williamson (Fairmont, Minnesota, 2 de abril de 1998), más conocido como Brandon Williamson, es un jugador profesional estadounidense de béisbol que se desempeña en la posición de lanzador en Cincinnati Reds, equipo de las Grandes Ligas de Béisbol (MLB).

## Carrera
En 2023, Williamson hizo su debut en la MLB con el equipo Cincinnati Reds, donde lleva jugando dos temporadas.